# Eta Volantis
Eta Volantis (η Vol) – gwiazda potrójna w gwiazdozbiorze Ryby Latającej. Oddalona jest o około 356 lat świetlnych od Słońca.
Główny składnik, Eta Volantis A, to biały podolbrzym o typie widmowym A i jasności obserwowanej +5,28m. Jego dwie towarzyszki, Eta Volantis B i C, oddalone są od głównej gwiazdy o 30,8 oraz 42,4 sekundy kątowej.